# Georg Alt
Georg Alt (* um 1450 vermutlich in Augsburg; † 28. Juli 1510) war ein Übersetzer und Historiograph.
Alt studierte 1466 an der Universität Erfurt und ließ sich 1473 in Nürnberg als Schreiber nieder. 1485 wurde er zum Losungsschreiber bestellt. Seine Descriptio Nuremberge und seine deutschsprachige Beschreibung der Stadt sind nur handschriftlich überliefert. Bekannt wurde Alt vor allem als Übersetzer der gedruckten Schedelschen Weltchronik und der Norimberga des Conrad Celtis.
Seine Frau Christina starb am 14. September 1506.